# Jean Gilles (kardynał)
Jean Gilles (zm. 1 lipca 1408 w Pizie) − francuski kardynał okresu Wielkiej Schizmy Zachodniej, reprezentujący "rzymską" obediencję.
Pochodził z Normandii. Uzyskał doktorat z prawa rzymskiego i kanonicznego i został kanonikiem katedralnym w Paryżu. Poparł Urbana VI w sporze z "awiniońskim" antypapieżem Klemensem VII i został jego legatem w prowincjach kościelnych Kolonia, Trewir i Reims. Sprawował tę funkcję także za pontyfikatu następcy Urbana VI, Bonifacego IX (1389-1404). Innocenty VII na konsystorzu 12 czerwca 1405 mianował go kardynałem diakonem Santi Cosma e Damiano. Brał udział w konklawe 1406. 17 grudnia 1406 ogłosił wybór Grzegorza XII na uniwersytecie paryskim, zapewniając o dobrej woli nowego papieża w dążeniu do zakończenia schizmy. W 1408 roku, rozczarowany postawą Grzegorza XII, wypowiedział mu posłuszeństwo i wspólnie z innymi kardynałami z obydwu rywalizujących obediencji wziął udział w przygotowaniach do Soboru w Pizie, zmarł jednak przed jego rozpoczęciem.